# Lawndale (Kalifornie)
Lawndale je město (city) v okrese Los Angeles County ve státě Kalifornie ve Spojených státech amerických. Žije zde přibližně 32 tisíc obyvatel a je tvořené rezidenčními oblastmi. Město se nachází v jižní části okresu, 20 kilometrů jihozápadně od centra Los Angeles, a je součástí metropolitní oblasti Velké Los Angeles. Sousedí s městy Hawthorne, Torrance a Redondo Beach.

## Historie
Územím pozdějšího města Lawndale procházela od roku 1902 meziměstská elektrická dráha spojující Los Angeles, Inglewood a stanici Belvidere (nyní El Nido), a pokračující dále do Redondo Beach (roku 1912 ji převzala společnost Pacific Electric Railway). Vedena byla severo-jižním směrem, její trasu zachovává ulice Hawthorne Boulevard. Pozemky v okolí jižní části tratě zakoupil v roce 1905 podnikatel Charles B. Hopper a od následujícího roku zde začalo vznikat městečko Lawndale. Velký rozvoj zaznamenalo po druhé světové válce, kdy se zde začali usazovat váleční veteráni. Oproti okolním oblastem, které se postupně urbanizovaly, zůstávalo Lawndale dlouho sídlem spíše venkovského charakteru a až do konce 50. let 20. století zde zemědělci pěstovali plodiny. Městská samospráva byla zřízena v roce 1959.